# Lateralidad en los deportes de tabla
La lateralidad en los deportes de tabla hace referencia a la preferencia de colocar un pie u otro en la posición delantera. También es frecuente el anglicismo stance o simplemente la expresión “la posición en la tabla”.
El stance tiene relación directa con la lateralidad manual. Cerca de 90 % de los diestros también tienen preferencia por el pie derecho. En la población predomina generalmente la lateralidad del pie derecho. Sin embargo, tan solo la mitad de los zurdos tienen preferencia por el pie izquierdo.
Cuando se debe permanecer de pie sobre un objeto ligero que se desliza por el suelo o sobre el agua, la necesidad de mantener el equilibrio provoca que deba mantenerse el cuerpo perpendicular a la dirección de avance, con un pie delante del otro. Al igual que con las manos, cuando esta tarea se lleva a cabo repetidamente, se tiende a preferir un pie para la posición delantera.

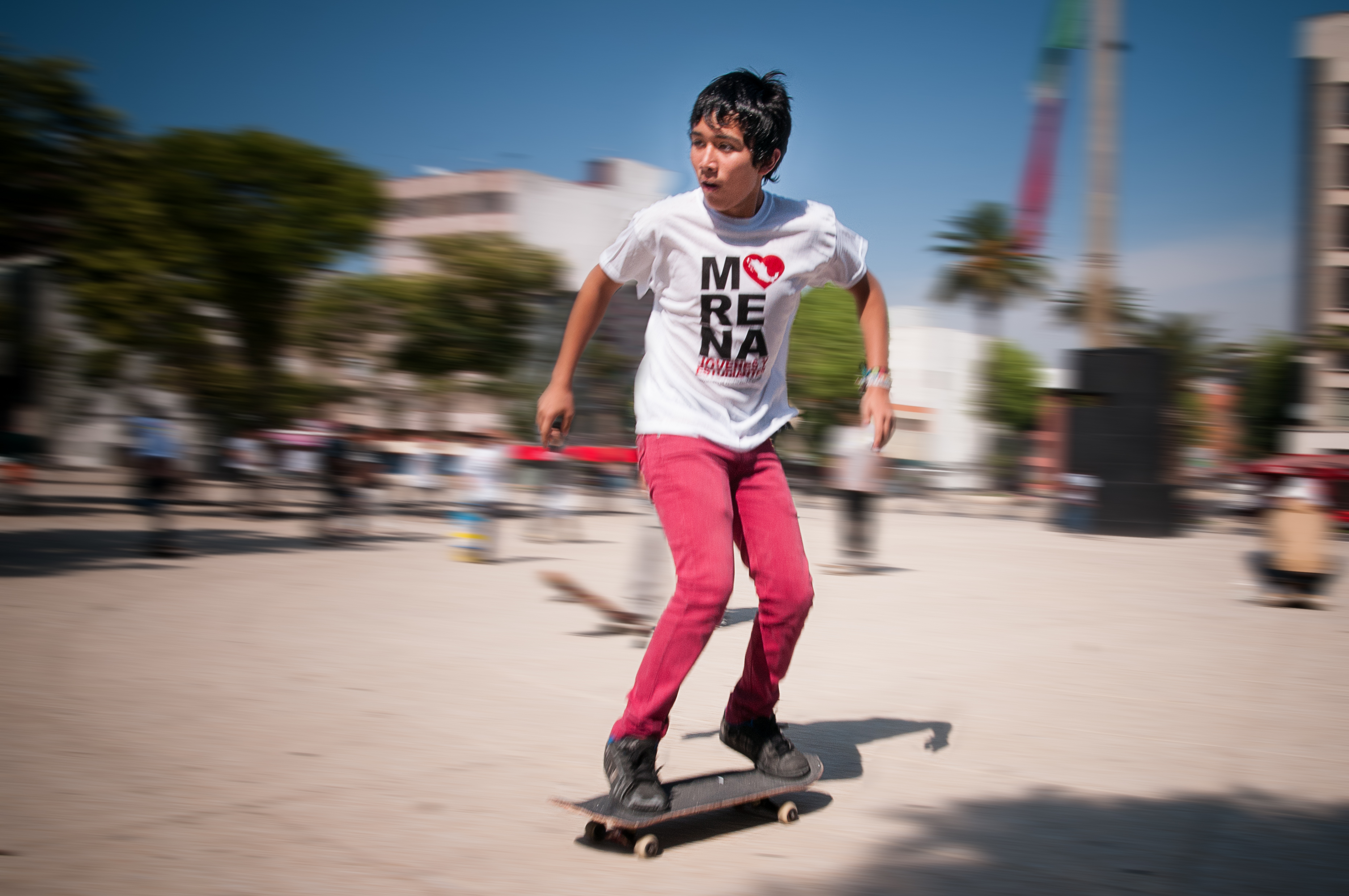
Posición goofy

## Regularogoofy
Aquellos que practican deportes de tabla se clasifican en dos tipos, según el pie que pongan delante: regular y goofy.
- La posición regular es aquella en la que el pie izquierdo va delante.
- La posición goofy es aquella en la que el pie derecho va delante.

## Elegir una posición
Al iniciarse en los deportes de tabla, como el monopatinaje y el surf, los riders suelen elegir su posición preferida. En general, esa será la posición que utilizarán siempre. De todas formas, con mucha práctica se puede llegar a adquirir la misma destreza en ambas posiciones, de tal manera que los participantes experimentados de un deporte de tabla pueden tener dificultades a la hora de detectar la posición preferida de un rider desconocido.
Para saber cuál si eres regular o goofy, existen algunos trucos, como fijarse en qué pie se utiliza primero al subir las escaleras, o cuál utilizamos para recuperar el equilibrio tras un empujón o una pérdida de estabilidad. El pie utilizado será el que vaya delante en la tabla.

## Posición contraria
Para aumentar la dificultad, la variedad y la estética de los trucos, los riders pueden ponerse en “posición contraria” (en inglés, switch stance, o simplemente switch). Esto consiste en un intercambio de la posición de los pies, poniendo delante el que suele ir detrás. El término switch tiene un uso muy extendido en español.

### Ejemplos de posición contraria en diferentes deportes de tabla
La realización de esta práctica puede ser voluntaria o necesaria, según el deporte que se esté realizando.
- En deportes en los que la posición contraria es una práctica común, como el monopatinaje, los patinadores buscan ante todo la naturalidad en los trucos, tanto en posición goofy como regular. Así, un patinador que suele patinar en posición goofy realizaría, por ejemplo, un ollie con el pie izquierdo delante, en lugar del derecho, como haría normalmente.
- En algunos deportes, como el kitesurf y el windsurf, se requiere que el rider sea capaz de mantenerse en posición contraria desde el nivel inicial. Esto se debe a que la posición elegida depende de la dirección del viento y de la tabla en lugar de las preferencias del deportista. Cada vez que se cambia de dirección, se debe cambiar la posición de los pies.
- En el snowboard, la fijación del pie delantero está inclinada ligeramente hacia fuera, mientras que la del pie trasero está recta. Los snowboarders que saben ir en posición contraria pueden adoptar la posición de pato,[4] en la que las puntas de ambos pies miran en direcciones opuestas hacia fuera, normalmente con un ángulo de 15 grados respecto a la posición normal. En esta posición, el snowboarder siempre tendrá el pie delantero hacia fuera, tanto en su posición normal como en la contraria, con lo que aumenta la facilidad para realizar diferentes trucos.

## Fakieoswitch
Se llama fakie al ejercicio que realiza un rider cuando va hacia atrás. Así, cuando se realiza un truco yendo hacia atrás, se le denomina un “truco de fakie” (por ejemplo, “un fakie ollie”). También se puede caer en posición fakie tras hacer un truco en posición normal. Aunque hay algunas similitudes entre el switch y el fakie, cabe aclarar que el ir en posición ''fakie'' implica estar en la misma postura que cuando se va hacia delante, mientras que el switch implica un giro del torso de manera que mire hacia el lado contrario del pie que normalmente va delante.
En el monopatinaje, por lo que respecta a los trucos que se realizan hacia atrás, se describen casi siempre como fakies cuando se levanta la parte de atrás de la tabla (la cola de la tabla, o tail en inglés) y como switches cuando se levanta la parte de delantera (la nariz de la tabla, o nose en inglés). Por ejemplo, un salto en el que se usa la cola mientras se va hacia atrás es un fakie ollie, y un salto con la nariz de la tabla es un switch ollie, y no al revés.

## El estilomongo
El término mongo se refiere al uso del pie delantero para empujar. Normalmente, un patinador se siente más cómodo al usar el pie de atrás para empujar, dejando el de delante en la tabla.
Pero, para la minoría de casos de skaters mongo, es al contrario. Algunos patinadores que no patinan al estilo mongo en su posición normal, lo hacen al ir en posición switch, ya que prefieren hacer eso a empujarse con el pie débil de atrás. Algunos patinadores famosos que cambian de posición entre mongo y normal cuando van en posición switch son Stevie Williams y Eric Koston.